# Якір Яків Йосипович
Яків Янкель (1908 р., с. Перлиця, Бессарабської губ., сьогодні Молдова — 1980 р., Нетанія, Ізраїль) — єврейський поет, письменник, перекладач, есеїст, журналіст. Отримав традиційну єврейську релігігійну освіта.

## Біографія
Янкл Якір народився в бессарабському селі Перлиця (зараз Перліца, Унгенського району, Молдова), в підлітковому віці жив у прикордонному містечку Скуляни, в 25 верстах від Перлиці. Закінчив івритську гімназію «Моген-Давид» Цірельсона в Кишиніві.
Дебютував у літературі в 1931 р. У цьому ж році разом з Г. Л. Вайнштейном і Г. Л. Ривкіним видав у Кишиневі літературну збірку. Пізніше друкувався в бухарестському журналі «Шойбн» і в інших Єврейських періодичних виданнях. В 1945-48 кишинівський кор. газ. «Ейнікайт». У 1949 був репресований за звинуваченням у "злочинних зв'язках з рук. ЄАК ". Звільнений у 1956. З 1961 друкував вірші, оповідання та статті на лит. теми в журн. «Советіш геймланд». З 1972 — в Ізраїлі. Автор кн. «А шлітн міт ішувнікес» («Сани з односельчанами», Тель-Авів, 1974), «Гешіхтес ун Режим портрета» ("Історії і портрети, там же, 1981).
У середині 1930-х років повернувся в Кишинів, в 1940—1941 роках працював учителем ідишу в єврейській школі. В роки Другої Світової війни в евакуації в Узбекистані, співпрацював з газетою «Ейнікайт» (Єдність) — органом Єврейського антифашистського комітету. В 1945 у повернувся до Кишинева і до 1948 р. працював кореспондентом газети «Ейнікайт» в Молдавії.

## Арешт
16 лютого 1949 р. Якір був заарештований першим по так званій справі № 5390 про «троцькістсько-націоналістичній» групі бессарабських єврейських літераторів. Наприкінці вересня того ж року засуджений на 10 років виправно-трудових таборів суворого режиму і разом з письменниками Г. Гайсінером-Рівкіном, М. Сакціером і М. Альтманом відправлений у Куйбишев, звідки переправлений на Колиму. На Коцугані (один з табірних пунктів Бутугичага, Магаданська область) відбував ув'язнення разом з одеським письменником Ноте Лур'є і поетом Анатолієм Жигуліним.
Після звільнення та реабілітації в 1955 році повернувся в Кишинів, де протягом 1950-1960-х років працював у редакціях різних молдавських газет.
Після передчасної смерті дочки (письменниці Світлани Якір, 1936—1971 рр.) виїхав до Ізраїлю (1972), де публікувався в «Єрушолаймер Алманах» (Єрусалимський альманах, ред. Йосеф Керлер), «Ді Голдене Кейт» (Срібний ланцюжок, ред. А. Суцкевер), а також в американських виданнях «Ба Зіх» (у себе) і «Ундзер Ейгн Ворт» (Наше власне слово, обидва в Нью-Йорку); на івриті в газетах «Маарів» і «Мознаїм».
Лауреат літературної премії ім. Я. Фіхмана.

## Книги
- אַ שליטן מיט ייִשובֿניקעס (Сани з селянами), Перец-Фарлаг: Тель-Авів, 1974.
- ירח נוהג בכוכבים (Місяць веде зірки, на івриті), Тель-Авів, 1975.
- געשיכטעס און פּאָרטרעטן (Історії і портрети, посмертно), Перец-Фарлаг: Тель-Авів, 1981.